# 츠상보
츠상보(중국어 간체자: 池上波, 병음: Chí Shàngbō, 한자음: 지상파)는 중국의 각본이다.